# Grup CASSA
Grup Cassa (Companyia d'Aigües de Sabadell, S. A.) és una empresa mixta que agrupa una desena de societats dedicades al subministrament d'aigua potable, al seu sanejament i reutilització, a les obres necessàries i a les energies renovables. L'empresa mare, Aigües Sabadell, va ser fundada l'any 1949. Alguns dels actuals accionistes són el mateix Ajuntament de Sabadell, Caixa Sabadell i Banc Sabadell. El 85% de l'aigua d'abastament de Sabadell prové d'un únic riu, el Llobregat. La resta d'abastament prové d'uns dipòsits d'aigua de Cerdanyola del Vallès i de la mina Marí, a Terrassa. El Grup CASSA subministra aigua a un total de 60 municipis de Catalunya i Aragó, però majoritàriament del Vallès Occidental, abastint unes 760.000 persones. A més, gestiona 4 plantes dessalinitzadores d'aigua de mar i 25 depuradores.

## Seu
La seu està situada al carrer de la Indústria de Sabadell, a l'antiga fàbrica tèxtil Sallarès Deu, construïda el 1914 per Eduard Maria Balcells.
L'edifici està format per un cos de planta soterrani, baixa i dos pisos, una nau de planta baixa i pis, i una altra nau paral·lela de planta baixa. Inicialment, el despatx comptava únicament amb un cos de planta baixa i pis, amb façana al carrer de la Indústria i al carrer de la Concepció. En la reforma dels anys 1946-48 es construïren les dues naus paral·leles amb façana al carrer de la Concepció, i s'amplià l'edifici inicial amb una planta soterrani i una planta per sobre.
L'edificació és de tipus industrial i està situada al voltant dels eixamples projectats a Sabadell a finals del segle xix per l'urbanista D. Molina i Pascual, i que tenien com a finalitat la connexió de les indústries amb el ferrocarril. La façana principal de l'edifici està estructurada en tres blocs amb una distribució asimètrica. El bloc central es correspon amb l'entrada, on portes i finestres presenten un arc de mig punt rebaixat. El bloc dret presenta tres finestres amb reixa decorada amb motius geomètrics. El bloc lateral esquerre segueix una composició que es repeteix a la façana lateral de l'edifici a manera de mòduls. S'estructura en tres plantes amb tres finestres per pis, aquestes estan dividides per un mainell que comença al llindar de la finestra inferior i seguint el pis recorre les tres finestres. L'acabament de la façana segueix l'estructura en blocs essent dividit per pilastres que emmarquen el ràfec.

## Història
El grup CASSA té els seus orígens en Aigües Sabadell, una empresa creada el 1949 per donar solució a les freqüents restriccions d'aigua que hi havia a la vila durant tota la primera meitat del segle xx.
Amb el temps, la companyia es va estendre per altres municipis del Vallès, fins a ocupar el lloc de segona empresa d'aigües del territori català, per sota d'Aigües de Barcelona. A finals del segle xx va iniciar la seva expansió a altres municipis de l'estat, amb petites incursions a l'estranger.
El mes de juny de 2010 la companyia Agbar va fer una OPA per adquirir l'empresa. Fins al moment tenia una participació de l'11,2%. Durant el procés de negociació, la Direcció General de Política Financera de la Generalitat de Catalunya fins i tot va haver de suspendre la cotització en Borsa de la companyia el 15 de setembre de 2010.
Al final, l'operació no es va dur a terme, ja que només van aconseguir 13.108 accions, un 2,35% del capital total, tot i haver allargat el termini previst inicialment. Tot i això, va ampliar la seva participació fins al 13,51%.
Alguns dels accionistes històrics de la firma, com la família Bros, van vendre les seves accions després de l'OPA hostil.
La tardor de 2024 l'empresa va celebrar el seu 75è aniversari.